# Klassenbewustzijn
Klassenbewustzijn is het besef dat arbeiders behoren tot een eigen sociale klasse omdat zij gemeenschappelijke belangen hebben op grond van hun gedeelde economische positie. Marx zag deze politieke bewustwording als voorwaarde tot de val van het kapitalisme middels een proletarische revolutie. Lenin zag twee soorten klassenbewustzijn, waarbij de eerste zich richtte op een onmiddellijke verbetering van de omstandigheden en het tweede de gehele samenleving om wilde vormen om verbetering op de lange termijn te bewerkstelligen.
Volgens Marx zou de klassenstrijd aanvankelijk leiden tot de dictatuur van het proletariaat waarbij de arbeiders de burgerklasse onderdrukken om economische hervormingen door te voeren. Na deze periode zou een klasseloze samenleving ontstaan, het communisme.
De sociaal historicus Thompson toonde aan hoe de werkende klasse zichzelf mee vorm gaf door een cultureel en politiek bewustzijn te ontwikkelen, gestoeld op een gedeelde ervaring van productierelaties.